# Lutjegast
Lutjegast è un villaggio di circa 1.200 abitanti del nord-est dei Paesi Bassi, facente parte della provincia di Groninga e situato nella regione di Westerkwartier. Dal punto di vista amministrativo, si tratta di una frazione del comune di Westerkwartier.

## Etimologia
Il toponimo Lutjegast è formato dalle parole lutje e gast o gaast, che nel dialetto di Groninga significano rispettivamente "piccolo" e "montagna di sabbia in un terreno paludoso" (cfr. anche Grotegast e i toponimi tedeschi Lütjegaste e Grotegaste). Il nome fa riferimento ad una collinetta sabbiosa su cui è sorta la Abeltasmanweg, la parte più antica del villaggio.
Il villaggio era anticamente citato (fino al 1300) come Minorgast.

## Geografia fisica

### Collocazione
Lutjegast si trova nella parte occidentale della provincia di Groninga e nella parte meridionale della regione di Westerkwartier>, al confine con la provincia della Frisia, a circa 18 km a nord-ovest di Leek e a circa 3,5 km  a nord del centro di Grootegast.

### Suddivisione amministrativa

#### Buurtschappen
- Dorp[2]
- Eibersburen[2]

## Società

### Evoluzione demografica
Al censimento del 2012, Lutjegast contava una popolazione pari a 1.205 abitanti.

## Storia
Lutjegast si sviluppò come un insediamento agricolo.
Fino XVII Lutjegast era, tramite il fiume Lauwers, collegata al mare, segnatamente con il Lauwerszee (ora diventato un lago e chiamato Lauwersmeer).

## Dialetto locale
A Lutjegast si parla un dialetto che è una variante del dialetto di Groninga, ma che presenta influssi del dialetto della Drenthe e - in particolare per quanto riguarda l'accento e la grammatica - del frisone.
Da notare inoltre che fino agli inizi del XX secolo la popolazione locale parlava prevalentemente il frisone.

## Architettura
Lutjegast vanta 3 edifici classificati come rijksmonumenten.

### Edifici e luoghi d'interesse
- Chiesa protestante del 1877[2]
- Chiesa protestante del 1921[2]
- Chiesa protestante del 1929[2]
- Fattoria Rikkerda (XIX secolo)[2]
- Abel Tasmanskabinet, museo dedicato al cittadino più illustre della città, Abel Tasman[7]

## Lutjegast nella cultura di massa
- A Lutjegast è dedicata la Lutjegaster Dorpslied ("Canzone del villaggio di Lutjegast"), composta da Lenie Veenstra-Miedema[8]